# Rinorea ulmifolia
Rinorea ulmifolia är en violväxtart som först beskrevs av Carl Sigismund Kunth, och fick sitt nu gällande namn av Carl Ernst Otto Kuntze. Rinorea ulmifolia ingår i släktet Rinorea och familjen violväxter. Inga underarter finns listade i Catalogue of Life.